# Robert von Sahyun
Robert Fulcoy oder Robert von Sahyun (auch von Sahjun, Saône oder Saona; † Ende August 1119 in Aleppo) war Herr von Sahyun (Qalʿat Salah ed-Din) im Fürstentum Antiochia.
Er war ein hochrangiger Gefolgsmann des Kreuzfahrerfürsten Tankred von Tarent und vermutlich wie er süditalienischer Normanne. Tankred hatte um 1108 die Burg Sahyun nahe Latakia erobert. Im Frühjahr 1119 wurde er von Tankreds Nachfolger als Regent von Antiochia, Roger von Salerno, als Herr von Sahyun eingesetzt, womit Robert zu den mächtigsten Baronen des Fürstentum Antiochia gehörte.
Noch im August gleichen Jahr wurde zu seiner Herrschaft gehörende befestigte Siedlung Zerdana von den der verbündeten Atabegs Ilghazi von Aleppo und Tughtigin von Damaskus belagert. Robert nahm an den Kämpfen zum Entsatz Zerdanas teil, konnte aber nicht verhindern, dass die Siedlung am 14. August erobert wurde und geriet wenig später selbst in muslimische Gefangenschaft. Er wurde nach Aleppo gebracht, wo er am 20. August 1119 ankam. Dort soll er kurz darauf von Tughtigin persönlich enthauptet worden sein, der seinen Schädel, mit Gold und Edelsteinen verziert, als Trinkschale benutzt haben soll.
Als Nachfolger in der Herrschaft Sahyun sind Wilhelm († 1132), und nach dessen Tod dessen Bruder Garenton († um 1155) belegt, wobei unklar ist, ob diese Roberts Söhne oder sonstige Verwandte sind.